# ماریان بایننگیر
ماریان بایننگیر (انگلیسی: MaryAnn Baenninger؛ زادهٔ) استاد روان‎شناسی، رئیس دانشگاه درو و سیاست‌مدار اهل ایالات متحده آمریکا است. او مدرک بی‌ای و پی‌اچ‌دی خود را در رشته روان‌شناسی از دانشگاه تمپل فیلادلفیا دریافت کرده است.